# Maciej Kończa

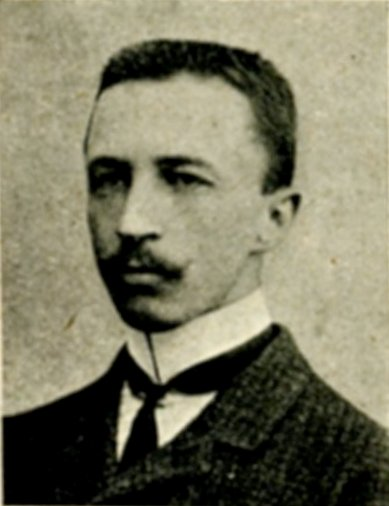
Maciej Kończa

Maciej Kończa (ur. 1884 w Szeszolkach, zm. 1964) – polski podróżnik, topograf, himalaista, jeden z pierwszych polskich himalaistów.
Syn Pawła Piotra Juliana Kończy herbu Ogończyk (1845–1917), dyrektora Wileńskiego Banku Ziemskiego, właściciela majątków Szeszolki i Kiszkiliszki, wnuk Medarda Kończy. Studiował nauki przyrodnicze na Uniwersytecie we Fryburgu, studia ukończył cum laude w 1909 roku. Był członkiem czynnym Société Fribourgeoise des Sciences Naturelles. W 1908 roku wspólnie z Cesare Calciatim (1885–1929) brał udział w zorganizowanej przez Fanny Bullock Workman i jej męża Williama Huntera Workmana ponadsiedmiomiesięcznej wyprawie na lodowiec Hispar, na granicy Kaszmiru i Tybetu. Wyniki wyprawy zostały opisane w książce Workmanów The Call of the Snowy Hispar. Emigrował do Francji, podczas II wojny światowej działał we francuskim ruchu oporu. Zmarł około 1962 roku we Francji.

## Prace
- Cirques de Koscielisko (1 : 5 000e), 1907
- Contribution geograhique et topographique a l'etude des cirques de montagnes: Alpes Fribourgeoises et Tatra. Bulletin de la Société fribourgeoise des sciences naturelles (1909)
- Les cirques de montagnes: (Alpes Fribourgeoises et Tatra). Bulletin de la Société fribourgeoise des sciences naturelles ss. 149-196 (1910)
- Calciati, Koncza. L’expédition Bullock-Workman 1908, dans l’Himalaya. Bulletin de la Société fribourgeoise des sciences naturelles ss. 105-113
- The Call of the Snowy Hispar; A Narrative of Exploration and Mountaineering on the Northern Frontier of India; with an Appendix by Count Dr. Cesare Calciati and Dr. Mathias Koncza; 2 Maps and 113 Illustrations. NY: Scribner, 1910